# Guglielma de Bohême
Guglielma de Bohême (Bohèmia, 1210 - Milà, 24 d'agost de 1281) va ser una mística cristiana que es va instal·lar a Milà entre 1260 i 1271. En principi honrada com a santa, després de la seva mort fou decretada herètica i els seus deixebles, els guillelmites, que la consideraven com l'encarnació femenina de l'Esperit Sant, van ser eliminats per la Inquisició catòlica, que va destruir la seva tomba de Chiaravalle i va cremar el seu cos al segle xiv.
La història particularment original de Guglielma és objecte de controvèrsies sobre l'abast del personatge, alguns investigadors ho redueixen a l'esfera de la devoció popular i d'altres li donen una influència més àmplia. Alguns estudiosos veuen a Guglielma i els seus seguidors com un moviment feminista dins del cristianisme. Una denominació recent la va anomenar Guglielma de Milà en comptes de la denominació que els investigadors havien adoptat fins llavors.
Probablement era filla del rei de Bohèmia Ottokar I i germana d'Agnès de Bohèmia, tutora de Clara d'Assís, es va traslladar a Milà vers el 1260. Era propera als cistercencs de Chiaravalle i serà enterrada al seu cementiri a finals del segle xiii. Va tenir un cert èxit entre els humiliats, anunciant la fi dels temps i fent de la figura femenina un signe de salvació per al món.

## Influència
Un grup de deixebles compost de dones i d'homes de Milà, els guillelmites, considerava que Guillemette era l'encarnació femenina de l'Esperit Sant i va desenvolupar un culte amb una jerarquia essencialment femenina. La seva gran popularitat va fer que es considerés la seva canonització, però el culte dels seus deixebles va atreure l'atenció dels dominicans de la Inquisició.
El resultat serà la dissolució d'aquesta comunitat al principi del segle xiv. Al voltat del 1300 trenta d'aquests deixebles, procedents de famílies notables de Milà, van ser acusats per la Inquisició. Entre ells hi havia la teòloga Andrea Saramita, que sostenia les tesis de Joaquim de Fiore, i Maifreda da Pirovano, una Humiliada, cosina de Mateu I Visconti, que hauria estat proclamada papessa per Guglielma i va ser acusada de nomenar cardenals dones, de predicar, distribuir l'eucaristia i "besar les mans i els peus". Li retrauran haver dit missa en nom de Guglielma i escriure un nou evangeli.
Andrea Saramita i Maifreda da Pirovano seran tots dos cremats el 1300 amb alguns altres. Per erradicar el culte, els inquisidors desmantellen la tomba de Guglielma, destrueixen les seves imatges i els textos dels seus seguidors, cremen el seu cos i dispersen les seves cendres, consagrant la seva memòria a la condemnació. Sembla tanmateix que el culte popular de la santa es mantingués en certes regions d'Itàlia, ja que se'n troba encara el rastre a Brunate.
Aquesta heretge medieval forma part d'un moviment més ampli del cristianisme europeu on intervenen corrents de les Beguines i begards, que s'identifica de vegades a una aspiració de les dones al sacerdoci però que correspon, en tot cas, a un moviment de pensament i de reforma dels laics i de les dones, moviment "que es presenta amb les característiques d'una filosofia practica i que va empènyer la societat cristiana vers noves fronteres que tenen a veure amb l'esperit de llibertat que es forma a les ciutats. »